# Sayo Nomura
Sayo Nomura (jap. 野村沙世 Nomura Sayo; ur. 18 kwietnia 1989) – japońska lekkoatletka specjalizująca się w biegach długodystansowych.
W 2009 i 2011 zdobywała brązowe medale letnich uniwersjad. W 2014 sięgnęła po brąz mistrzostw świata w półmaratonie w rywalizacji drużynowej.

## Osiągnięcia
| Rok  | Impreza                           | Miejsce   | Konkurencja            | Lokata      | Wynik   |
| ---- | --------------------------------- | --------- | ---------------------- | ----------- | ------- |
| 2009 | Uniwersjada                       | Belgrad   | półmaraton             | 3. miejsce  | 1:14:23 |
| 2011 | Uniwersjada                       | Shenzhen  | półmaraton             | 3. miejsce  | 1:16:48 |
| 2014 | Mistrzostwa świata w półmaratonie | Kopenhaga | półmaraton             | 16. miejsce | 1:10:18 |
| 2014 | Mistrzostwa świata w półmaratonie | Kopenhaga | półmaraton (drużynowo) | 3. miejsce  |         |

## Rekordy życiowe
- bieg na 5000 metrów – 15:40,78 (2013)
- bieg na 10 000 metrów – 32:31,78 (2013)
- półmaraton – 1:10:03 (2013)
- maraton – 2:32:29 (2014)